# (8295) Toshifukushima
(8295) Toshifukushima (1992 UN4) – planetoida z pasa głównego asteroid okrążająca Słońce w ciągu 4,65 lat w średniej odległości 2,78 au. Odkryta 26 października 1992 roku.